# Баб’як Іванна Іванівна
Іванна Іванівна Баб'як (псевдо Помста, Уляна; 1918(1922), прис. Застав'є с. Сільце, Підгаєцький район (тепер — частина м. Підгайці), Тернопільська область — 19.03.1949, Носів, Підгаєцький район, Тернопільська область) — діячка ОУН та УПА. Лицарка Бронзового хреста заслуги УПА.

## Життєпис
Освіта — середня: закінчила Бережанську гімназію (1940). 
У лави збройного підпілля ОУН перейшла на Підгаєччині. Керівниця жіночої мережі (1943), а відтак  референтури УЧХ (1944—1945) Бережанського окружного проводу ОУН (1943). Референтка УЧХ Чортківсько-Бережанського окружного проводу ОУН (03.1945—1949). Довірена особа і зв'язкова члена Проводу ОУН Василя Кука — «Леміша».

## Нагороди
Згідно з Наказом Головного військового штабу УПА ч. 2/46 від 10.10.1946 р. референтка УЧХ Чортківсько-Бережанського окружного проводу ОУН Іванна Баб'як — «Помста» відзначена Бронзовим хрестом заслуги УПА.

## Вшанування пам'яті
- 23.01.2022 р. від імені Координаційної ради з вшанування пам’яті нагороджених Лицарів ОУН і УПА у м. Тернопіль Бронзовий хрест заслуги УПА (№ 078) переданий Сергію Бензаку, внучатому племіннику Іванни Баб’як – «Помсти».